# Erlandiini
Erlandiini son una  tribu de coleópteros polífagos crisomeloideos de la familia Cerambycidae. Comprende un solo género Erlandia con las siguientes especies.

## Especies
- Erlandia caeruleipennis	Aurivillius 1904
- Erlandia inopinata	Aurivillius 1904
- Erlandia megacephala	Di Iorio 1998
- Erlandia mexicana	Noguera & Chemsak 2001